# Danh sách tiểu hành tinh: 7101–7200
| Tên                 | Tên đầu tiên | Ngày phát hiện       | Nơi phát hiện          | Người phát hiện                                        |
| ------------------- | ------------ | -------------------- | ---------------------- | ------------------------------------------------------ |
| 7101                | 1930 UX      | 17 tháng 10 năm 1930 | Flagstaff              | C. W. Tombaugh                                         |
| 7102 Neilbone       | 1936 NB      | 12 tháng 7 năm 1936  | Johannesburg           | C. Jackson                                             |
| 7103 Wichmann       | 1953 GH      | 7 tháng 4 năm 1953   | Heidelberg             | K. Reinmuth                                            |
| 7104 Manyousyu      | 1977 DU      | 18 tháng 2 năm 1977  | Kiso                   | H. Kosai, K. Hurukawa                                  |
| 7105 Yousyozan      | 1977 DB1     | 18 tháng 2 năm 1977  | Kiso                   | H. Kosai, K. Hurukawa                                  |
| 7106 Kondakov       | 1978 PM3     | 8 tháng 8 năm 1978   | Nauchnij               | N. S. Chernykh                                         |
| 7107 Peiser         | 1980 PB1     | 15 tháng 8 năm 1980  | Kleť                   | A. Mrkos                                               |
| 7108 Nefedov        | 1981 RM3     | 2 tháng 9 năm 1981   | Nauchnij               | N. S. Chernykh                                         |
| 7109 Heine          | 1983 RT4     | 1 tháng 9 năm 1983   | Nauchnij               | L. G. Karachkina                                       |
| 7110 Johnpearse     | 1983 XH1     | 7 tháng 12 năm 1983  | Bickley                | Perth Observatory                                      |
| 7111                | 1985 QA1     | 17 tháng 8 năm 1985  | Palomar                | E. F. Helin                                            |
| 7112 Ghislaine      | 1986 GV      | 3 tháng 4 năm 1986   | Palomar                | C. S. Shoemaker, E. M. Shoemaker                       |
| 7113 Ostapbender    | 1986 SD2     | 29 tháng 9 năm 1986  | Nauchnij               | L. G. Karachkina                                       |
| 7114 Weinek         | 1986 WN7     | 29 tháng 11 năm 1986 | Kleť                   | A. Mrkos                                               |
| 7115 Franciscuszeno | 1986 WO7     | 29 tháng 11 năm 1986 | Kleť                   | A. Mrkos                                               |
| 7116 Mentall        | 1986 XX      | 2 tháng 12 năm 1986  | Anderson Mesa          | E. Bowell                                              |
| 7117 Claudius       | 1988 CA1     | 14 tháng 2 năm 1988  | Tautenburg Observatory | F. Börngen                                             |
| 7118 Kuklov         | 1988 VD5     | 4 tháng 11 năm 1988  | Kleť                   | A. Mrkos                                               |
| 7119 Hiera          | 1989 AV2     | 11 tháng 1 năm 1989  | Palomar                | C. S. Shoemaker, E. M. Shoemaker                       |
| 7120                | 1989 AD3     | 4 tháng 1 năm 1989   | Siding Spring          | R. H. McNaught                                         |
| 7121 Busch          | 1989 AL7     | 10 tháng 1 năm 1989  | Tautenburg Observatory | F. Börngen                                             |
| 7122 Iwasaki        | 1989 EN2     | 12 tháng 3 năm 1989  | Kitami                 | K. Endate, K. Watanabe                                 |
| 7123                | 1989 TT1     | 9 tháng 10 năm 1989  | Okutama                | T. Hioki, N. Kawasato                                  |
| 7124 Glinos         | 1990 OJ4     | 24 tháng 7 năm 1990  | Palomar                | H. E. Holt                                             |
| 7125 Eitarodate     | 1991 CN1     | 7 tháng 2 năm 1991   | Geisei                 | T. Seki                                                |
| 7126 Cureau         | 1991 GJ4     | 8 tháng 4 năm 1991   | La Silla               | E. W. Elst                                             |
| 7127 Stifter        | 1991 RD3     | 9 tháng 9 năm 1991   | Tautenburg Observatory | F. Börngen, L. D. Schmadel                             |
| 7128 Misawa         | 1991 SM1     | 30 tháng 9 năm 1991  | Kitami                 | K. Endate, K. Watanabe                                 |
| 7129                | 1991 VE1     | 4 tháng 11 năm 1991  | Kushiro                | S. Ueda, H. Kaneda                                     |
| 7130 Klepper        | 1992 HR4     | 30 tháng 4 năm 1992  | Tautenburg Observatory | F. Börngen                                             |
| 7131 Longtom        | 1992 YL      | 23 tháng 12 năm 1992 | Yakiimo                | A. Natori, T. Urata                                    |
| 7132 Casulli        | 1993 SE      | 17 tháng 9 năm 1993  | Stroncone              | Stroncone                                              |
| 7133 Kasahara       | 1993 TX1     | 15 tháng 10 năm 1993 | Kitami                 | K. Endate, K. Watanabe                                 |
| 7134 Ikeuchisatoru  | 1993 UY      | 24 tháng 10 năm 1993 | Oizumi                 | T. Kobayashi                                           |
| 7135                | 1993 VO      | 5 tháng 11 năm 1993  | Nachi-Katsuura         | Y. Shimizu, T. Urata                                   |
| 7136 Yokohasuo      | 1993 VK2     | 14 tháng 11 năm 1993 | Fujieda                | H. Shiozawa, T. Urata                                  |
| 7137 Ageo           | 1994 AQ1     | 4 tháng 1 năm 1994   | Kiyosato               | S. Otomo                                               |
| 7138                | 1994 AK15    | 15 tháng 1 năm 1994  | Kushiro                | S. Ueda, H. Kaneda                                     |
| 7139 Tsubokawa      | 1994 CV2     | 14 tháng 2 năm 1994  | Ojima                  | T. Niijima, T. Urata                                   |
| 7140 Osaki          | 1994 EE1     | 4 tháng 3 năm 1994   | Oizumi                 | T. Kobayashi                                           |
| 7141 Bettarini      | 1994 EZ1     | 12 tháng 3 năm 1994  | Cima Ekar              | A. Boattini, M. Tombelli                               |
| 7142 Spinoza        | 1994 PC19    | 12 tháng 8 năm 1994  | La Silla               | E. W. Elst                                             |
| 7143 Haramura       | 1995 WU41    | 17 tháng 11 năm 1995 | Kiyosato               | S. Otomo                                               |
| 7144 Dossobuono     | 1996 KQ      | 20 tháng 5 năm 1996  | Dossobuono             | L. Lai                                                 |
| 7145 Linzexu        | 1996 LO      | 7 tháng 6 năm 1996   | Xinglong               | Beijing Schmidt CCD Asteroid Program                   |
| 7146 Konradin       | 3034 P-L     | 24 tháng 9 năm 1960  | Palomar                | C. J. van Houten, I. van Houten-Groeneveld, T. Gehrels |
| 7147 Feijth         | 4015 P-L     | 24 tháng 9 năm 1960  | Palomar                | C. J. van Houten, I. van Houten-Groeneveld, T. Gehrels |
| 7148 Reinholdbien   | 1047 T-1     | 25 tháng 3 năm 1971  | Palomar                | C. J. van Houten, I. van Houten-Groeneveld, T. Gehrels |
| 7149 Bernie         | 3220 T-3     | 16 tháng 10 năm 1977 | Palomar                | C. J. van Houten, I. van Houten-Groeneveld, T. Gehrels |
| 7150 McKellar       | 1929 TD1     | 11 tháng 10 năm 1929 | Flagstaff              | C. W. Tombaugh                                         |
| 7151                | 1971 SX3     | 16 tháng 9 năm 1971  | Cerro El Roble         | C. Torres                                              |
| 7152 Euneus         | 1973 SH1     | 19 tháng 9 năm 1973  | Palomar                | C. J. van Houten, I. van Houten-Groeneveld, T. Gehrels |
| 7153 Vladzakharov   | 1975 XP3     | 2 tháng 12 năm 1975  | Nauchnij               | T. M. Smirnova                                         |
| 7154                | 1979 MJ5     | 25 tháng 6 năm 1979  | Siding Spring          | E. F. Helin, S. J. Bus                                 |
| 7155                | 1979 YN      | 23 tháng 12 năm 1979 | La Silla               | H. Debehogne, E. R. Netto                              |
| 7156                | 1981 EC2     | 4 tháng 3 năm 1981   | La Silla               | H. Debehogne, G. DeSanctis                             |
| 7157 Lofgren        | 1981 EC8     | 1 tháng 3 năm 1981   | Siding Spring          | S. J. Bus                                              |
| 7158 IRTF           | 1981 ES8     | 1 tháng 3 năm 1981   | Siding Spring          | S. J. Bus                                              |
| 7159 Bobjoseph      | 1981 EN17    | 1 tháng 3 năm 1981   | Siding Spring          | S. J. Bus                                              |
| 7160 Tokunaga       | 1981 UQ29    | 24 tháng 10 năm 1981 | Palomar                | S. J. Bus                                              |
| 7161 Golitsyn       | 1982 UY10    | 25 tháng 10 năm 1982 | Nauchnij               | L. V. Zhuravleva                                       |
| 7162 Sidwell        | 1982 VB1     | 15 tháng 11 năm 1982 | Anderson Mesa          | E. Bowell                                              |
| 7163 Barenboim      | 1984 DB      | 24 tháng 2 năm 1984  | Palomar                | E. F. Helin, R. S. Dunbar                              |
| 7164 Babadzhanov    | 1984 ET      | 6 tháng 3 năm 1984   | Anderson Mesa          | E. Bowell                                              |
| 7165 Pendleton      | 1985 RH      | 14 tháng 9 năm 1985  | Anderson Mesa          | E. Bowell                                              |
| 7166 Kennedy        | 1985 TR      | 15 tháng 10 năm 1985 | Anderson Mesa          | E. Bowell                                              |
| 7167 Laupheim       | 1985 TD3     | 12 tháng 10 năm 1985 | Palomar                | C. S. Shoemaker, E. M. Shoemaker                       |
| 7168                | 1986 QE2     | 28 tháng 8 năm 1986  | La Silla               | H. Debehogne                                           |
| 7169 Linda          | 1986 TK1     | 4 tháng 10 năm 1986  | Anderson Mesa          | E. Bowell                                              |
| 7170 Livesey        | 1987 MK      | 30 tháng 6 năm 1987  | Siding Spring          | R. H. McNaught                                         |
| 7171 Arthurkraus    | 1988 AT1     | 13 tháng 1 năm 1988  | Kleť                   | A. Mrkos                                               |
| 7172 Multatuli      | 1988 DE2     | 17 tháng 2 năm 1988  | La Silla               | E. W. Elst                                             |
| 7173 Sepkoski       | 1988 PL1     | 15 tháng 8 năm 1988  | Palomar                | C. S. Shoemaker, E. M. Shoemaker                       |
| 7174 Semois         | 1988 SQ      | 18 tháng 9 năm 1988  | La Silla               | H. Debehogne                                           |
| 7175                | 1988 TN2     | 11 tháng 10 năm 1988 | Kleť                   | Z. Vávrová                                             |
| 7176 Kuniji         | 1989 XH      | 23 tháng 9 năm 1992  | Kitami                 | K. Endate, K. Watanabe                                 |
| 7177                | 1990 TF      | 9 tháng 10 năm 1990  | Siding Spring          | R. H. McNaught                                         |
| 7178 Ikuookamoto    | 1990 VA3     | 11 tháng 11 năm 1990 | Minami-Oda             | T. Nomura, K. Kawanishi                                |
| 7179 Gassendi       | 1991 GQ6     | 8 tháng 4 năm 1991   | La Silla               | E. W. Elst                                             |
| 7180                | 1991 NG1     | 12 tháng 7 năm 1991  | Palomar                | H. E. Holt                                             |
| 7181                | 1991 PH12    | 7 tháng 8 năm 1991   | Palomar                | H. E. Holt                                             |
| 7182 Robinvaughan   | 1991 RV1     | 8 tháng 9 năm 1991   | Palomar                | E. F. Helin                                            |
| 7183                | 1991 RE16    | 15 tháng 9 năm 1991  | Palomar                | H. E. Holt                                             |
| 7184                | 1991 RB25    | 11 tháng 9 năm 1991  | Palomar                | H. E. Holt                                             |
| 7185                | 1991 VN1     | 4 tháng 11 năm 1991  | Kushiro                | S. Ueda, H. Kaneda                                     |
| 7186 Tomioka        | 1991 YF      | 16 tháng 12 năm 1991 | Kitami                 | K. Endate, K. Watanabe                                 |
| 7187 Isobe          | 1992 BW      | 30 tháng 1 năm 1992  | Palomar                | E. F. Helin                                            |
| 7188 Yoshii         | 1992 SF1     | 23 tháng 9 năm 1992  | Kitami                 | K. Endate, K. Watanabe                                 |
| 7189 Kuniko         | 1992 SX12    | 28 tháng 9 năm 1992  | Kitami                 | K. Endate, K. Watanabe                                 |
| 7190                | 1993 GB1     | 15 tháng 4 năm 1993  | Palomar                | H. E. Holt                                             |
| 7191                | 1993 MA1     | 18 tháng 6 năm 1993  | Palomar                | H. E. Holt                                             |
| 7192 Cieletespace   | 1993 RY1     | 12 tháng 9 năm 1993  | Kitami                 | K. Endate, K. Watanabe                                 |
| 7193 Yamaoka        | 1993 SE2     | 19 tháng 9 năm 1993  | Kitami                 | K. Endate, K. Watanabe                                 |
| 7194 Susanrose      | 1993 SR3     | 18 tháng 9 năm 1993  | Palomar                | H. E. Holt                                             |
| 7195 Danboice       | 1994 AJ      | 2 tháng 1 năm 1994   | Oizumi                 | T. Kobayashi                                           |
| 7196 Baroni         | 1994 BF      | 16 tháng 1 năm 1994  | Cima Ekar              | A. Boattini, M. Tombelli                               |
| 7197 Pieroangela    | 1994 BH      | 16 tháng 1 năm 1994  | Cima Ekar              | A. Boattini, M. Tombelli                               |
| 7198 Montelupo      | 1994 BJ      | 16 tháng 1 năm 1994  | Cima Ekar              | A. Boattini, M. Tombelli                               |
| 7199 Brianza        | 1994 FR      | 28 tháng 3 năm 1994  | Sormano                | M. Cavagna, V. Giuliani                                |
| 7200                | 1994 NO      | 8 tháng 7 năm 1994   | Catalina Station       | T. B. Spahr                                            |